# Activo fijo
Los activos fijos o activos no corrientes son los activos que corresponden a bienes y derechos que no son convertidos en efectivo por una empresa en el año, y permanecen en ella durante más de un año.

## Características de los activos fijos
Los activos fijos son:
- Tangibles,  que tienen  que pueden ser percibidos o tocados
- Inversión que genera beneficios con recuperación a mediano y largo plazo, que no se puede convertir en efectivo a corto plazo y
- Activos para utilizarse en la operación del negocio
- Que no se destinará para la venta, a menos que ya se haya consumido su vida útil[1]

## Características
Son aquellos activos que no varían durante el ciclo de explotación de la empresa (o el año fiscal). Por ejemplo, el edificio donde una fábrica monta sus productos es un activo fijo porque permanece en la empresa durante todo el proceso de producción y venta de los productos. Un contraejemplo sería una inmobiliaria: los edificios que la inmobiliaria compra para vender varían durante el ciclo de explotación y por tanto forma parte del activo circulante. Al mismo tiempo, las oficinas de la inmobiliaria son parte de su activo fijo.
Los activos no corrientes son poco líquidos, dado que se tardaría mucho en venderlos para conseguir dinero. Lo normal es que perduren durante mucho tiempo en la empresa. Cuando una empresa, sin embargo, tiene bienes que son con idea de venderlos o de transformarlos en otros para su venta, o bien derechos de corta duración (créditos), entonces se trata de activo circulante.
Los activos no corrientes, si bien son duraderos, no siempre son eternos. Por ello, la contabilidad obliga a depreciar los bienes a medida que transcurre su vida normal, debido a que éstos lo hacen de forma natural por el paso del tiempo, por su uso, por el desgaste propio del tiempo que se use ese activo y por obsolescencia, de forma que se refleje su valor más ajustado posible, o a amortizar los gastos a largo plazo (activo diferido). Para ello existen tablas y métodos de depreciación y de amortización.
Mediante la depreciación y la amortización, se reduce el valor del bien y se refleja como un gasto (menor valor del bien) y se aplica el gasto pagado adelantado en el periodo que le corresponde.(cabe mencionar que los activos son los derechos de la empresa)
Depreciación y sus métodos
Se utiliza para dar a entender que las inversiones permanentes de la planta han disminuido en potencial de servicio. En contabilidad, la depreciación es una manera de asignar el coste de las inversiones a los diferentes ejercicios en los que se produce su uso o disfrute en la actividad empresarial. Los activos se deprecian basándose en criterios económicos, considerando el plazo de tiempo en que se hace uso en la actividad productiva, y su utilización efectiva en dicha actividad. Una deducción anual de una porción del valor de la propiedad y/o equipamiento.
También se puede definir como un método que indica el monto del costo imputable al gasto, que corresponda a cada periodo fiscal.
La depreciación es el mecanismo mediante el cual se reconoce el desgaste que sufre un bien por el uso que se haga de él. Cuando un activo es utilizado para generar ingresos, este sufre un desgaste normal durante su vida útil que al final lo lleva a ser inutilizable. El ingreso generado por el activo usado, se le debe incorporar el gasto, correspondiente desgaste que ese activo ha sufrido para poder generar el ingreso, puesto que como según señala un elemental principio económico, no puede haber ingreso sin haber incurrido en un gasto, y el desgaste de un activo por su uso, es uno de los gastos que al final permiten generar un determinado ingreso.
El método de depreciación elegido por una entidad para un determinado componentedebe ser sistemático y razonable; desde un punto de vista conceptual, el mejor método es aquel que enfrente de mejor forma los ingresos y los costos y gastos respectivos
conforme el componente sea usado; en otras palabras, dependerá sobre la declinación o descenso en el servicio potencial del componente.
 Métodos de cálculo de la depreciación
Los métodos de depreciación pueden ser clasificados como:
a.métodos de actividad:
La depreciación está en función a la productividad más que al paso del tiempo.Este método es más apropiado para ciertos activos, tales como maquinaria o equipo de transporte,
i.método de unidades producidas o de uso,
ii.método de horas trabajadas;
b.método de línea recta
Este método se basa en la suposición de que la disminución de la utilidad de un componente es la misma cada periodo.
c.métodos de cargos decrecientes:
En este resultan en un mayor costo de depreciación durante los primeros periodos de vida útil de un componente y en reducción de los costos en periodos posteriores.
i.método de suma de números dígitos,
ii.método de saldos decrecientes:
- método de saldo con doble     declinación,
- método de saldo con     declinación a 150

d.métodos de depreciación especial:
Utilizan un promedio de la vida útil de muchos activos, si y sólo si, individualmente son poco importantes y, por ende, la aplicación de la depreciación se realiza como si fuera un solo componente.
i.métodos de grupo y compuestos,
ii.métodos híbridos o de combinación.

## Ejemplo
Mediante la depreciación y la amortización, se reduce el valor del bien y se refleja como un gasto (menor valor del bien) y se aplica el gasto pagado adelantado en el periodo que le corresponde (cabe mencionar que los activos son los derechos de la empresa).
Ejemplo:
| años de vida | porcentaje del precio de maquinaria o bienes muebles |
| ------------ | ---------------------------------------------------- |
| 1            | 80                                                   |
| 2            | 60                                                   |
| 3            | 50                                                   |
| 4 o más      | 20                                                   |